# الخطوط العريضة لماليزيا
المخطط التفصيلي التالي بمثابة نظرة عامة ودليل موضعي لماليزيا:
ماليزيا هي دولة اتحادية ملكية دستورية تقع في جنوب شرق آسيا مكونة من 13 ولاية وثلاثة أقاليم اتحادية، بمساحة كلية تبلغ 329,845 كم2. العاصمة هي كوالالمبور، في حين أن بوتراجاي هي مقر الحكومة الاتحادية. يصل تعداد السكان إلى أكثر من 30 مليون نسمة سنة 2014. ينقسم البلد إلى قسمين يفصل بينهما بحر الصين الجنوبي، هما شبه الجزيرة الماليزية وبورنيو الماليزية (المعروفة أيضاً باسم ماليزيا الشرقية). يحد ماليزيا كل من تايلند وإندونيسيا وسنغافورة وسلطنة بروناي. تقع ماليزيا بالقرب من خط الاستواء ومناخها مداري. رأس الهرم الماليزي هو يانغ دي بيرتوان اغونغ وهو ملك منتخب، بينما يترأس الحكومة رئيس الوزراء. تبنى الحكومة بشكل قريب جداً من نظام وستمنستر البرلماني.
اتحدت ماليزيا كدولة حديثة عام 1963. في السابق، بسطت المملكة المتحدة نفوذها في مستعمرات في تلك المناطق أواخر القرن الثامن عشر. تكون النصف الغربي من ماليزيا الحديثة من عدة ممالك مستقلة. عرفت هذه المجموعة من المستعمرات باسم مالايا البريطانية حتى حلها عام 1946، عندما تم إعادة تنظيمها ضمن اتحاد الملايو. نظراً للمعارضة الواسعة، أعيد تنظيمها مرة أخرى ضمن اتحاد مالايا الفدرالي في عام 1948، ثم حصلت على الاستقلال في وقت لاحق في 31 أغسطس 1957. دمجت كل من سنغافورة، سراوق، وبورنيو الشمالية البريطانية واتحاد مالايا جميعها لتشكل ماليزيا يوم 16 سبتمبر 1963. حصلت في السنوات التالية توترات ضمن الاتحاد الجديد أدت إلى نزاع مسلح مع إندونيسيا وطرد سنغافورة في 9 أغسطس 1965.
خلال أواخر القرن العشرين، شهدت ماليزيا طفرة اقتصادية وخضعت لتطور سريع. حيث يحدها مضيق ملقا، وهو طريق بحري مهم في الملاحة الدولية، كما أن التجارة الدولية جزء أساسي من اقتصادها. تشكل الصناعة أحد القطاعات الرئيسية في اقتصاد البلاد. كما انضمت ماليزيا إلى مجموعة الدول الثماني الإسلامية النامية. تمتلك ماليزيا تنوعاً حيوياً من النباتات والحيوانات، حيث تعتبر من بين الدول 17 الأكثر تنوعاً.

## مرجع عام
- النطق: /məˈleɪʒə/ أو /məˈleɪziə/
- اسم البلد العربي الشائع: ماليزيا
- اسم البلد العربي الرسمي: ماليزيا
- الاسم / الأسماء الشائعة: ماليزيا
- الأسماء / الأسماء الرسمية للهوية: ماليزيا
- الصفة (ق): الماليزية
- المجهول (ق): الماليزيين
- أصل الكلمة: اسم ماليزيا
- التصنيف الدولي لماليزيا
- رموز البلد ISO : MY، MYS، 458
- رموز منطقة ISO : انظر ISO 3166-2: MY
- نطاق المستوى الأعلى لرمز البلد على الإنترنت: .my

## تاريخ ماليزيا
- التاريخ العسكري لماليزيا

### الأحداث والمعاهدات
- المعاهدة الأنجلو هولندية لعام 1824
- معاهدة بورني
- المعاهدة الأنجلو سيامية لعام 1909
- حملة مالايا
- سانداكان مسيرات الموت
- ثورة بروناي
- المواجهة بين اندونيسيا وماليزيا
- حادث 13 مايو
- تمرد مت صالح

### تاريخ المناطق الصغيرة
- تاريخ كوالالمبور
- تاريخ بينانغ

## سياسة ماليزيا
سياسة ماليزيا
- شكل الحكومة: ملكية انتخابية دستورية اتحادية وديمقراطية برلمانية
- عاصمة ماليزيا: كوالالمبور
- علم ماليزيا
- الانتخابات في ماليزيا
  - 1955، 1959، 1964، 1969، 1974، 1978، 1982، 1986، 1990، 1995، 1999، 2004، 2008، 2013، 2018
- الأحزاب السياسية في ماليزيا
  - الجبهة الوطنية (باريسان ناسيونال)
    - المنظمة الوطنية الماليزية المتحدة N1 (UMNO)
    - الرابطة الصينية الماليزية (MCA)
    - المؤتمر الهندي الماليزي (MIC)
    - حزب حركة الشعب الماليزي (جيراكان)
    - حزب الشعب التقدمي (PPP)
    - حزب بوميبوتيرا التقليدي (PBB)
    - حزب ساراواك الشعبى المتحد (SUPP)
    - حزب صباح التقدمي (SAPP)
    - حزب صباح المتحد N2 (PBS)
    - الحزب الديمقراطي الليبرالي
    - حزب صباح المتحد الشعبي (PBRS)
    - منظمة باسوكوموجون كادزاندوسون موروت (UPKO)
    - حزب ساراواك الديمقراطي التقدمي (SPDP)
    - حزب ساراواك الشعبي

  - حلف الأمل (باكاتان هارابان)
    - حزب العدالة الشعبية (Keadilan ؛ PKR)
    - حزب العمل الديمقراطي (DAP)
    - حزب الثقة الوطني (أمانة)
    - بارتي بريبومي بيرساتو ماليزيا (بيرساتو؛ PBBM)

  - الحزب الماليزي الإسلامي N3 (PAS)
  - حزب الشعب الماليزي (PRM)
  - الحزب الاشتراكي الماليزي (PSM)
  - الحزب الديمقراطي الماليزي (MDP)
- يانغ دي بيرتوان أجونج (ملك ماليزيا)
  - مؤتمر الحكام
- الخدمة المدنية في ماليزيا

### فروع حكومة ماليزيا
حكومة ماليزيا

#### الفرع التنفيذي لحكومة ماليزيا
- رئيس الدولة: يانغ دي بيرتوان أغونغ، محمد الخامس
- رئيس الحكومة: رئيس وزراء ماليزيا، مهاتير محمد
- مجلس وزراء ماليزيا
- وزارات ماليزيا
  - وزارة الداخلية
  - وزارة التربية والتعليم
  - وزارة الشئون الخارجية
  - وزارة التعليم العالي
  - وزارة الأمن الداخلي (ماليزيا)
  - وزارة العلوم والتكنولوجيا والابتكار
  - وزارة المرأة والأسرة وتنمية المجتمع
  - وزارة الأقاليم الاتحادية

#### الفرع التشريعي لحكومة ماليزيا
- برلمان ماليزيا (مجلسين)
  - مجلس الأعيان: ديوان نيجارا
  - مجلس النواب: ديوان ركيات

#### الفرع القضائي لحكومة ماليزيا
محاكم ماليزيا
- المحكمة الفيدرالية الماليزية
- محكمة الاستئناف في ماليزيا
- المحاكم العليا في ماليزيا
- المحكمة الشرعية

### العلاقات الخارجية لماليزيا
العلاقات الخارجية لماليزيا
- البعثات الدبلوماسية في ماليزيا
- البعثات الدبلوماسية لماليزيا

#### عضوية المنظمة الدولية
ماليزيا عضو في:
| - بنك التنمية الآسيوي (ADB) - منتدى التعاون الاقتصادي لدول آسيا والمحيط الهادئ (APEC) - Asia-Pacific Telecommunity (APT) - أسيان (ASEAN) - الدول الأعضاء في رابطة دول جنوب شرق آسيا (ARF) - بنك التسويات الدولية (BIS) - خطة كولومبو (CP) - دول الكومنولث - قمة شرق آسيا (EAS) - منظمة الأغذية والزراعة (FAO) - مجموعة ال 15 (G15) - مجموعة ال77 (G77) - الوكالة الدولية للطاقة الذرية (IAEA) - البنك الدولي للإنشاء والتعمير (IBRD) - غرفة التجارة الدولية (ICC) - منظمة الطيران المدني الدولي (ICAO) - منظمة الشرطة الجنائية الدولية (Interpol) - مؤسسة التنمية الدولية (IDA) - الاتحاد الدولي لجمعيات الصليب الأحمر والهلال الأحمر (IFRCS) - مؤسسة التمويل الدولية (IFC) - الصندوق الدولي للتنمية الزراعية (IFAD) - المنظمة الهيدروغرافية الدولية (IHO) - منظمة العمل الدولية (ILO) - المنظمة البحرية الدولية (IMO) - المنظمة الدولية للأتصالات عبر الأقمار الصناعية المتنقلة (IMSO) - صندوق النقد الدولي (IMF) - اللجنة الأولمبية الدولية (IOC) - المنظمة الدولية للمعايير (ISO) - الحركة الدولية للصليب الأحمر والهلال الأحمر (ICRM) - الاتحاد الدولي للاتصالات (ITU) | - المنظمة الدولية للأتصالات الفضائية (ITSO) - اتحاد النقابات الدولي (ITUC) - الاتحاد البرلماني الدولي (IPU) - البنك الإسلامي للتنمية (IDB) - وكالة ضمان الاستثمار متعدد الأطراف (MIGA) - حركة عدم الانحياز (NAM) - منظمة التعاون الإسلامي (OIC) - منظمة حظر الأسلحة الكيميائية (OPCW) - منتدى جزر المحيط الهادئ (PIF) (partner) - محكمة التحكيم الدائمة (PCA) - الأمم المتحدة (UN) - مؤتمر الأمم المتحدة للتجارة والتنمية (UNCTAD) - يونسكو (UNESCO) - منظمة الأمم المتحدة للتنمية الصناعية (UNIDO) - بعثة الأمم المتحدة المتكاملة في تيمور (UNMIT) - قوة الأمم المتحدة المؤقتة في لبنان (UNIFIL) - بعثة الأمم المتحدة لتنظيم استفتاء في الصحراء الغربية (MINURSO) - بعثة الأمم المتحدة في ليبيريا (UNMIL) - بعثة الأمم المتحدة في السودان (UNMIS) - بعثة منظمة الأمم المتحدة لتحقيق الاستقرار في جمهورية الكونغو الديمقراطية (MONUC) - الاتحاد البريدي العالمي (UPU) - World Confederation of Labour (WCL) - المنظمة العالمية للجمارك (WCO) - World Federation of Trade Unions (WFTU) - منظمة الصحة العالمية (WHO) - المنظمة العالمية للملكية الفكرية (WIPO) - المنظمة العالمية للأرصاد الجوية (WMO) - منظمة السياحة العالمية (UNWTO) - منظمة التجارة العالمية (WTO) |

### القانون والنظام في ماليزيا
قانون ماليزيا
- عقوبة الإعدام في ماليزيا
- دستور ماليزيا
- الجريمة في ماليزيا
- حقوق الانسان في ماليزيا
  - حرية الدين في ماليزيا
- إنفاذ القانون في ماليزيا

### الجيش الماليزي
الجيش الماليزي
- القادة
  - القائد الأعلى للقائد الأعلى للقوات المسلحة الماليزية، محمد الخامس من كيلانتان
  - قائد قوات الدفاع: اللواء (جين) تان سري ذو الكيفلي زين العابدين
    - وزارة الدفاع الماليزية
- القوات
  - جيش ماليزيا
  - البحرية الماليزية
  - القوات الجوية الماليزية
  - قوة العمليات الخاصة الماليزية
- التاريخ العسكري لماليزيا

## جغرافيا ماليزيا
جغرافيا ماليزيا
- ماليزيا: بلد شديدة التنوع
- الموقع:

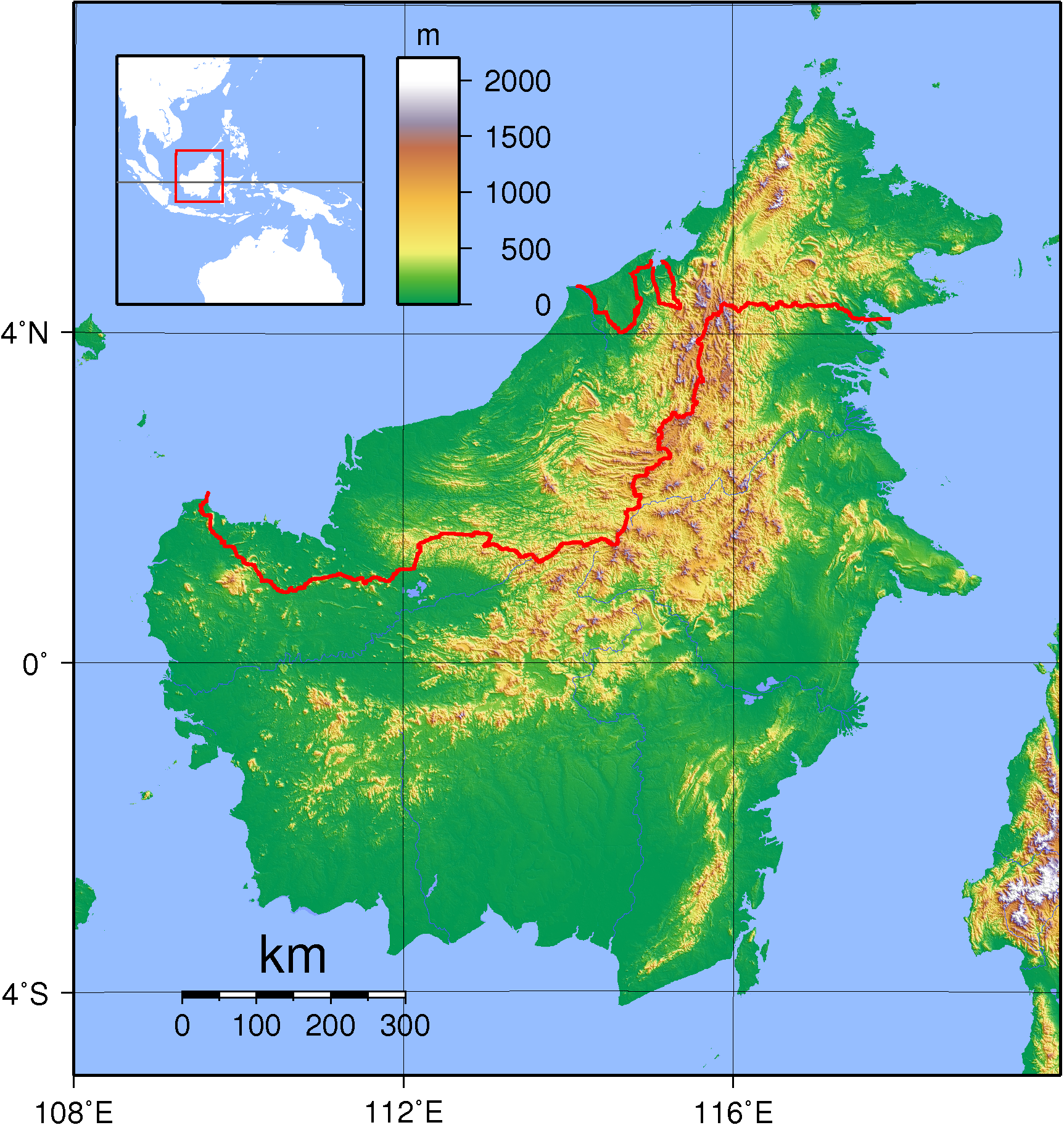
خريطة طبوغرافية موسعة لجزيرة بورنيو

  - نصف الكرة الشمالي ونصف الكرة الشرقي
  - أوراسيا (سواء في البر الرئيسي أو الخارج)
    - آسيا
      - جنوب شرق آسيا
        - شبه جزيرة الملايو
        - بورنيو

  - المنطقة الزمنية: التوقيت الماليزي القياسي = توقيت الآسيان العام (UTC + 08)
  - النقاط القصوى لماليزيا
    - عالية: جونونج كينابالو 4,095 متر (13,435 قدم)
    - منخفض: بحر الصين الجنوبي والمحيط الهندي 0 متر

  - الحدود البرية: 2,669 كم

 إندونيسيا 1782 كم
 تايلاند 506 كم
 بروناي 381 كم
- الخط الساحلي: 4,675 كم
  - شبه جزيرة ماليزيا 2,068 كم
  - شرق ماليزيا 2,607 كم

- سكان ماليزيا: 27,730,000 - ترتيبها 43 من حيث عدد السكان
- مساحة ماليزيا: 329,477 كم² - ترتيبها 66 من حيث المساحة
- أطلس ماليزيا
- توقيت ماليزي الرسمي

### البيئة في ماليزيا
البيئة في ماليزيا
- مناخ ماليزيا
- القضايا البيئية في ماليزيا
- قائمة المناطق البيئية في ماليزيا
- الطاقة المتجددة في ماليزيا
- المناطق المحمية في ماليزيا
  - الحدائق الوطنية لماليزيا
- الحياة البرية في ماليزيا
  - طيور ماليزيا
  - ثدييات ماليزيا

#### المعالم الجغرافية الطبيعية لماليزيا
- جزر ماليزيا
- بحيرات ماليزيا
- جبال ماليزيا
  - البراكين في ماليزيا
  - الكهوف في ماليزيا
- أنهار ماليزيا
- قائمة مواقع التراث العالمي في ماليزيا

### مناطق ماليزيا
- غرب ماليزيا (شبه جزيرة ماليزيا)
- شرق ماليزيا (بورنيو الماليزية)

#### المناطق البيئية في ماليزيا
قائمة المناطق البيئية في ماليزيا
- المناطق البيئية في ماليزيا

### التقسيمات الإدارية في ماليزيا
التقسيمات الإدارية في ماليزيا
- الحكم المحلي في ماليزيا
- Mukim

#### ولايات ماليزيا

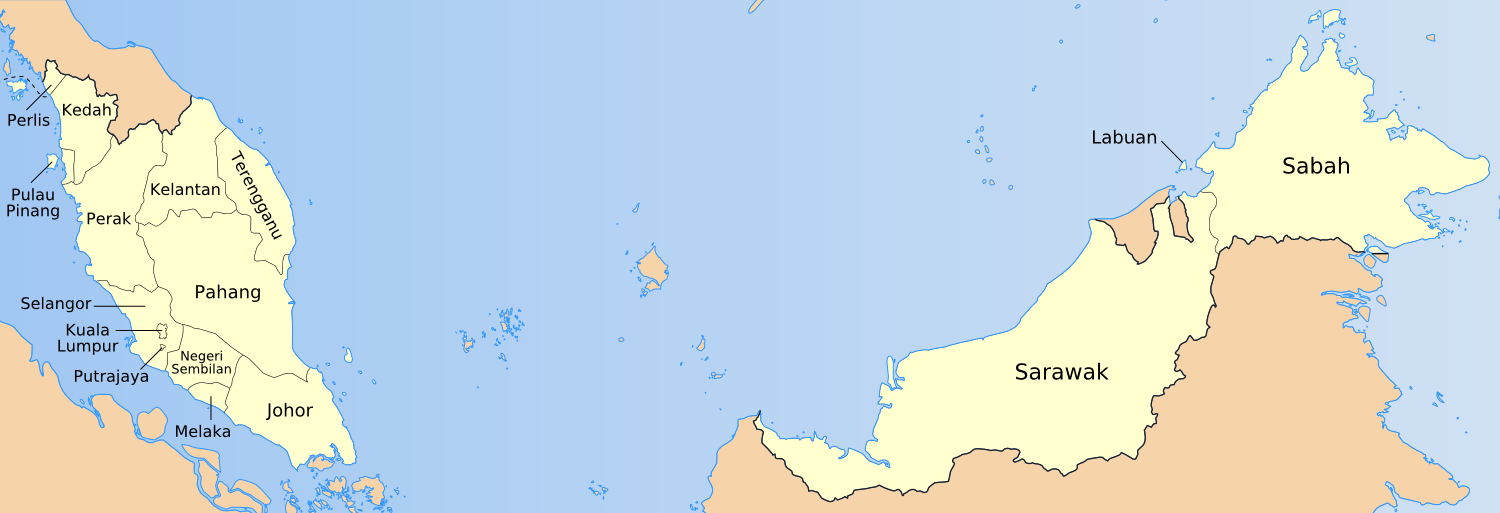
الولايات والأقاليم الفيدرالية لماليزيا.

ولايات ماليزيا

ماليزيا لديها 13 ولاية: 
1. Johor
2. Kedah
3. Kelantan
4. Malacca (Melaka)
5. Negeri Sembilan
6. Pahang
7. Perak
8. Perlis
9. Penang (Pulau Pinang)
10. Sabah
11. Sarawak
12. Selangor
13. Terengganu

#### الأراضي الفيدرالية لماليزيا
يوجد في ماليزيا أيضًا ثلاثة أقاليم اتحادية تحكمها بشكل مباشر الحكومة الفيدرالية لماليزيا:
1. Kuala Lumpur
2. Labuan
3. بوتراجاي

#### مناطق ماليزيا
مناطق ماليزيا

#### بلديات ماليزيا
بلديات ماليزيا
- مدن ماليزيا
  - عاصمة ماليزيا: كوالالمبور
  - عواصم دول ماليزيا
  - المدن، حسب عدد السكان

## الاقتصاد والبنية التحتية لماليزيا
اقتصاد ماليزيا
- المرتبة الاقتصادية ، حسب الناتج المحلي الإجمالي الاسمي (2007) : المركز 38 (الثامن والثلاثون)
- الزراعة في ماليزيا
- المحاسبة في ماليزيا
- المصرفية في ماليزيا
  - البنوك في ماليزيا
  - بنك ماليزيا الوطني
  - الخدمات المصرفية الإسلامية
  - عملة ماليزيا: رينجت
    - ISO 4217 : MYR
- الاتصالات في ماليزيا
  - الإنترنت في ماليزيا
- شركات ماليزيا
- الطاقة في ماليزيا
- الرعاية الصحية في ماليزيا
- التعدين في ماليزيا
- العلوم والتكنولوجيا في ماليزيا
- الفقر في ماليزيا
- بورصة ماليزيا
- الاتصالات في ماليزيا
- السياحة في ماليزيا
- النقل في ماليزيا
  - المطارات في ماليزيا
  - النقل بالسكك الحديدية في ماليزيا
  - الطرق في ماليزيا
- إمدادات المياه والصرف الصحي في ماليزيا

### الخطط والسياسات الاقتصادية
- خطة ماليزيا الأولى
- خطة ماليزيا الثانية
- السياسة الاقتصادية الماليزية الجديدة
- سياسة التنمية الوطنية
- سياسة الطاقة في ماليزيا

## ديموغرافيا ماليزيا
التركيبة السكانية ماليزيا
- لغات ماليزيا
- الجنسية الماليزية
- الرعاية الصحية في ماليزيا

### الدين
الدين في ماليزيا
- البوذية في ماليزيا
- المسيحية في ماليزيا
- الهندوسية في ماليزيا
- الإسلام في ماليزيا
- اليهودية في ماليزيا
- السيخية في ماليزيا

### الأعراق
- بوميبوترا
- الملايو الماليزية
- الصينية الماليزية
- الهندي الماليزي

## ثقافة ماليزيا
ثقافة ماليزيا 
| - مطبخ ماليزي - Media of Malaysia - Museums in Malaysia ‏ - الدعارة في ماليزيا | - National symbols of Malaysia - شعار ماليزيا - علم ماليزيا - نشيد ماليزيا الوطني - Royal Regalia of Malaysia | - التركيبة السكانية في ماليزيا ‏ - أعياد رسمية في ماليزيا ‏ - قائمة مواقع التراث العالمي في ماليزيا |

### الفن في ماليزيا
- الفن في ماليزيا
  - قائمة الفنانين الماليزيين
- سينما ماليزيا
- أدب ماليزيا
- موسيقى ماليزيا
- التلفزيون في ماليزيا

### الرياضة في ماليزيا
الرياضة في ماليزيا
- كرة القدم في ماليزيا
- ماليزيا في الاولمبياد

## التعليم في ماليزيا
التعليم في ماليزيا
- وزارة التربية والتعليم
- وزارة التعليم العالي
- إطار المؤهلات الماليزية
- قائمة المدارس في ماليزيا
- قائمة مؤسسات ما بعد الثانوية في ماليزيا
- قائمة الجامعات في ماليزيا
- قضايا في التعليم الماليزي

الامتحانات الموحدة
- Ujian Pencapaian Sekolah Rendah (UPSR)
- بينيليان مينينجاه رندا (PMR)
- سيجيل بيلاجاران ماليزيا (SPM)
- سيجيل تينغجي بيرسكولهان ماليزيا (STPM)

## روابط خارجية
أطلس ويكيميديا حول Malaysia
حكومة
- بوابة حكومتي   - بوابة الحكومة الماليزية
- مكتب رئيس وزراء ماليزيا
- دائرة الإحصاء ماليزيا

خرائط
- أطلس ويكيميديا حول Malaysia

لمحات عامة وبيانات
- ماليزيا في موسوعة بريتانيكا
- ماليزيا في

كتاب حقائق العالم